# Garland, Texas
Garland är en stad i Dallas County i delstaten Texas, USA. Staden ligger nordöst om Dallas och fungerar som förort till den. Den är en del av Dallas–Fort Worth-området och har 215 768 invånare (2000). Staden är med sitt invånarantal den tionde största staden i Texas och den 86:e största staden i USA.